# Tadeusz Piskor
Tadeusz Ludwik Piskor (1. února 1889 – 22. března 1951 Londýn) byl polský generál za druhé světové války.
V srpnu 1914 vstoupil do Polských legií. V roce 1919 byl náčelníkem štábu v 2. pěší divizi. Od roku 1923 byl brigádním generálem. Poté velel v letech 1925 až 1926 28. pěší divizi ve Varšavě. V letech 1929 až 1931 byl náčelníkem hlavního štábu. Během německé invaze do Polska velel Armádě Lublin. Padl do německého zajetí. Po propuštění v roce 1945 emigroval do Velké Británie. Zemřel v Londýně v roce 1951.

## Vyznamenání

### Polská vyznamenání
- stříbrný kříž Řádu Virtuti Militari – 1921[2][3]
- důstojník Řádu znovuzrozeného Polska – 2. května 1923[2][4]
- komtur Řádu znovuzrozeného Polska[2]
- komtur s hvězdou Řádu znovuzrozeného Polska – 1937[2][5]
- Kříž nezávislosti – 1931[2]
- Kříž za chrabrost – udělen celkem čtyřikrát (poprvé 1921)[2][6]
- zlatý Záslužný kříž – 1929[2][7]
- Pamětní medaile na válku 1918–1921[2]

### Zahraniční vyznamenání
- komandér Řádu čestné legie – Francie, 1928[2][8]
- velkodůstojník Řádu tří hvězd – Lotyšsko, 1928[2]
- Řád rumunské koruny I. třídy – Rumunsko, 1928[2][9]
- Řád orlího kříže I. třídy – Estonsko, 1932
- Kříž svobody III. třídy – Estonsko, 4. srpna 1932[2][10]
- komtur Řádu Leopoldova s meči – Belgie[2]
- Řád Bílého lva II. třídy – Československo[2]
- velkodůstojník Řádu bílé růže – Finsko[2]
- rytíř Řádu čestné legie – Francie[2][8]
- velkodůstojník Řádu čestné legie – Francie[2][8]
- Řád vycházejícího slunce II. třídy – Japonsko[2]
- Řád svatého Sávy I. třídy – Jugoslávie[2]
- Řád bílého orla III. třídy – Jugoslávie[2]
- velkodůstojník Řádu Karla I. – Rumunsko[2]
- komtur Řádu rumunské hvězdy – Rumunsko[2]
- komtur I. třídy Řádu meče – Švédsko[2]